# Flirtea
Flirtea is een geslacht van hooiwagens uit de familie Cosmetidae.
De wetenschappelijke naam Flirtea is voor het eerst geldig gepubliceerd door C.L. Koch in 1839. 

## Soorten
Flirtea omvat de volgende 25 soorten:
- Flirtea alpha
- Flirtea altagraciensis
- Flirtea andina
- Flirtea araguitensis
- Flirtea batman
- Flirtea clypeata
- Flirtea erxlineae
- Flirtea fusca
- Flirtea granulosa
- Flirtea henrikseni
- Flirtea lateralis
- Flirtea limbata
- Flirtea longifemoris
- Flirtea militaris
- Flirtea montana
- Flirtea picta
- Flirtea reticulata
- Flirtea simplex
- Flirtea sorenseni
- Flirtea tuberculata
- Flirtea valida
- Flirtea varicellosa
- Flirtea venezuelana
- Flirtea ventricosa
- Flirtea withi

(Flirtea serripes, Flirtea geographica, Flirtea paucimaculata, zie als Rhaucus serripes (Simon, 1879)).

(Flirtea quinquelineata, Flirtea mutica, Flirtea tristis, zie als Rhaucus quinquelineatus Simon, 1879).

(Flirtea papilionacea, zie als Rhaucus papilionaceus (Simon, 1879)).

(Flirtea phalerata = Flirtea picta (Perty, 1833)).